# Niccolò Capocci
Niccolò Capocci, anche Nicola o Nicolò (Roma, fine XIII secolo – Montefiascone, 26 luglio 1368), è stato un cardinale e vescovo cattolico italiano; nominato cardinale da papa Clemente VI, è noto come il cardinale di Urgell.

## Biografia
Appartenente al ramo della famiglia romana dei Capocci dei Monti, strettamente legata ai Colonna, fu avviato fin dalla giovane età alla carriera ecclesiastica, seguendo le orme dello zio, il cardinale Pietro Colonna, che lo accolse nella sua casa in qualità di familiare. Il cardinale Colonna aveva svolto un ruolo fondamentale durante il conclave del 1314-1316, che elesse papa Giovanni XXII, dato che solo all'ultimo aveva dato l'appoggio per l'elezione del pontefice; per tale motivo il nuovo papa si sentiva in debito con il cardinale e concesse numerosi benefici anche ai suoi parenti.
Si formò presso l'Università di Perugia e, grazie alla benevolenza papale, fin dal settembre 1316 ricevette in beneficio i canonicati di Saint-Germain a Mons (Belgio), Cassel (Francia settentrionale), Magonza, Santa Maria Maggiore a Roma, Verdun. Negli anni seguenti, dal momento che il cardinal Colonna godeva di largo credito presso Lodovico il Bavaro, il papa continuò a prodigargli favori così che ricevette nel 1322 un canonicato a Lincoln, le prepositure di Saint-Omer nella diocesi di Thérouanne e di Santa Maddalena di Verdun, un rettorato nella diocesi di Elne, la cappellania di Campione nella Francia settentrionale. Fu poi cappellano papale ad Avignone.
Il 10 gennaio 1342 fu nominato vescovo di Utrecht ma rassegnò le dimissioni dalla sede episcopale il successivo 20 novembre.
Il 13 giugno 1348 fu nominato vescovo di Urgell, dove successe a Pietro di Narbona, dopo una lunga vacanza. Nel concistoro del 17 dicembre 1350 fu nominato cardinale da papa Clemente VI, con il titolo di San Vitale ed il nuovo cardinale fece il suo ingresso in Curia il 3 febbraio successivo.
Partecipò al conclave del 1352 che elesse papa Innocenzo VI.

### Missione diplomatica in Francia ed Inghilterra

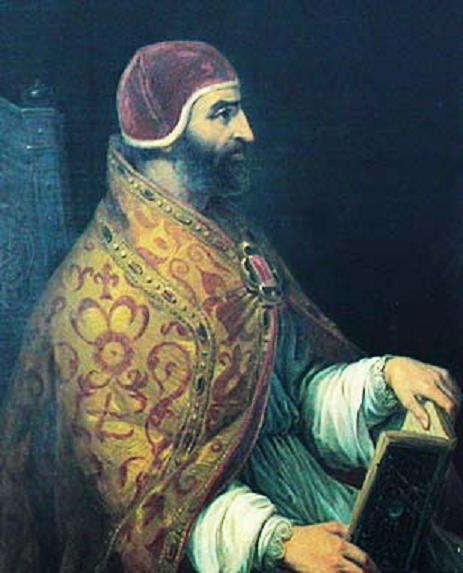
Papa Innocenzo VI

Nel 1356 papa Innocenzo VI gli affidò la missione in Francia ed Inghilterra per trovare una mediazione e porre fine alla guerra, ma la mediazione non portò alcun risultato, anzi la guerra continuò più cruenta di prima.
Dopo il fallimento della missione in terra inglese, papa Innocenzo VI lo inviò con il cardinale di Périgord per mediare tra il reggente di Francia, il futuro Carlo V, e Carlo il Malvagio, re di Navarra.
Nel 1361 lasciò il titolo di San Vitale in favore del ruolo di cardinale vescovo della sede suburbicaria di Frascati.
Partecipò al conclave del 1362. Accompagnò papa Urbano V nel suo ritorno in Italia ma morì a Montefiascone il 26 luglio 1368. Fu seppellito nella basilica di Santa Maria Maggiore.